# Козлов, Энгельс Васильевич
Козлов Энгельс Васильевич (24 марта 1926, Троицко-Печорск, Коми АССР, СССР — 20 ноября 2007, Санкт-Петербург, Россия) — советский живописец, портретист, Народный художник РСФСР (1987), член Санкт-Петербургского Союза художников (до 1992 года — Ленинградской организации Союза художников РСФСР).

## Биография
Родился 24 марта 1926 года в старинном коми селе Троицко-Печорск в Коми АССР. В 1947—1949 годах учился в Ярославском художественном училище, в 1949—1950 годах — в Ленинградском художественно-педагогическом училище.
В 1950 году поступил на первый курс живописного факультета Ленинградского института живописи, скульптуры и архитектуры имени И. Е. Репина. Занимался у Виталия Вальцева, Ивана Степашкина. В 1956 окончил институт по мастерской Юрия Непринцева с присвоением квалификации художника живописи. Дипломная работа — картина «Будет жить!».
Участвовал в выставках с 1956 года. Писал портреты, жанровые и исторические картины, пейзажи, натюрморты. В 1957 году был принят в члены ленинградского Союза художников.
Ведущая тема творчества Энгельса Козлова — образ современника — нашла воплощение в жанре тематической картины, портрета и портрета-картины, отражая тяготение художника к сюжетам большого общественного и гражданского звучания. Примером может служить групповой портрет «Теоретики» (1965), созданный в соавторстве с художником Г. А. Смирновой (собрание Новосибирского Государственного Художественного музея). Среди созданных Козловым произведений картины «Судоремонтники», «Колхозница» (обе 1960), «Скоро экзамены» (1961), «Девочка-коми» (1962), «Родная земля», «Портрет электрослесаря Б. Беленкова», «Портрет проходчика С. Беляка», «Портрет Н. Калистратова, машиниста угольного комбайна» (все 1964), «Теоретики» (в соавторстве с Г. Смирновой), «Машенька» (обе 1965), «Хлеб», «В шахтеры» (обе 1967), «Портрет архитектора» (1969), «Портрет адмирала Н. М. Кулакова, Героя Советского Союза», «Портрет В. Курбатова, бригадира-станочника» (обе 1971), «Портрет филолога В. Малышева», «Портрет народного художника Ю. Непринцева» (обе 1972), «Портрет жены» (1973), «Портрет рабочего Кировского завода К. Говорушина» (1976), «Портрет студентки И. Шепелиной», «Портрет композитора П. Чистелёва» (обе 1977), «Призыв» (1980) и другие.
Манеру художника отличает широкое обобщённое письмо, укрупнённость деталей. Живопись строится на звучных светотеневых контрастах. Колорит насыщенный, с преобладанием излюбленных сочетаний сине-зелёных и жёлто-коричневых тонов.
Значительное место в творчестве Энгельса Козлова заняла тема индустриального освоения Севера. Богатый этюдный материал, привозимый из многочисленных поездок к нефтяникам Ухты (1961—1963), шахтёрам Инты (1961—1963, 1964, 1966, 1987—1989), на Печору (1965, 1968, 1969), к нефтеразведчикам Усинска (1971, 1973) стал основой произведений, которые принесли художнику известность. Это, прежде всего, картины «В шахтёры» (1967), «Чёрное золото» (1969), «На Печоре», «Буровики на Колве» (обе 1971), «Вахта начинается», «Нефтяники Печоры» (обе 1975).
Был делегатом II, III, IV, V съездов художников РСФСР (1968, 1971, 1975, 1981), V и VI съездов художников СССР (1977, 1982), неоднократно избирался членом Правления ленинградского отделения Союза художников РСФСР.
В 1978 году Козлову было присвоено звание Заслуженный художник РСФСР, в 1987 году — Народный художник РСФСР.
Жена — Смирнова Галина Александровна (1929—2015), живописец, член Санкт-Петербургского Союза художников.
Скончался 20 ноября 2007 года в Санкт-Петербурге на 82 году жизни.
Произведения Э. В. Козлова находятся в Государственном Русском музее, в многочисленных музеях и частных собраниях в России, Японии, Китае, США, Корее, Голландии, Швейцарии, Италии, Франции, США и других странах.

## Выставки
- 1957 год (Ленинград): 1917—1957. Юбилейная выставка произведений ленинградских художников, посвящённая 40-летию Великой Октябрьской социалистической революции.
- 1957 год (Москва): Всесоюзная художественная выставка, посвящённая 40-летию Великой Октябрьской социалистической революции.
- 1960 год (Ленинград): Выставка произведений ленинградских художников в Государственном Русском музее.
- 1960 год (Москва): Советская Россия. Республиканская художественная выставка 1960 года.
- 1961 год (Ленинград): Выставка произведений ленинградских художников 1961 года.
- 1962 год (Ленинград): Осенняя выставка произведений ленинградских художников 1962 года.
- 1964 год (Ленинград): Ленинград. Зональная выставка произведений ленинградских художников 1964 года.
- 1965 год (Москва): Всесоюзная художественная выставка 1965 года «На страже мира», посвящённая 20-летию Победы советского народа в Великой Отечественной войне.
- 1965 год (Ленинград): Весенняя выставка произведений ленинградских художников 1965 года.
- 1965 год (Москва): Советская Россия. Вторая Республиканская художественная выставка 1965 года.
- 1967 год (Москва): Советская Россия. Третья Республиканская художественная выставка 1967 года.
- 1968 год (Ленинград): Осенняя выставка произведений ленинградских художников 1968 года.
- 1971 год (Ленинград): Наш современник. Каталог выставки произведений ленинградских художников 1971 года.
- 1972 год (Ленинград): Наш современник. Вторая выставка произведений ленинградских художников 1972 года.
- 1972 год (Ленинград): По Родной стране. Выставка произведений ленинградских художников 1972 года, посвящённая 50-летию образования СССР.
- 1973 год (Ленинград): Наш современник. Третья выставка произведений ленинградских художников 1973 года.
- 1973 год (Ленинград): Осенняя выставка произведений ленинградских художников 1973 года.
- 1975 год (Ленинград): Наш современник. Зональная выставка произведений ленинградских художников 1975 года.
- 1975 год (Москва): Советская Россия. Пятая республиканская художественная выставка 1975 года.
- 1976 год (Ленинград): Портрет современника. Пятая выставка произведений ленинградских художников 1976 года.
- 1976 год (Москва): Изобразительное искусство Ленинграда. Ретроспективная выставка произведений ленинградских художников.
- 1977 год (Ленинград): Выставка произведений ленинградских художников 1977 года, посвящённая 60-летию Великого Октября.
- 1980 год (Ленинград): Зональная выставка произведений ленинградских художников 1980 года.
- Февраль 1991 года (Париж): Выставка «Русские художники».
- Апрель 1991 года (Париж): Выставка «Русские художники».
- Март 1992 года (Париж): Выставка «Санкт-Петербургская школа».
- 1997 год (Санкт-Петербург): Выставка «Связь времён. 1932—1997. Художники — члены Санкт-Петербургского Союза художников России. К 65-летию Санкт-Петербургского Союза художников» в ЦВЗ «Манеж».
- 2006 год (Санкт-Петербург): Выставка «Время перемен. Искусство 1960-1985 гг. в Советском Союзе» в Государственном Русском музее.

## Адреса в Ленинграде
- Петровская наб., д. 4[1]